# フョードル・ラドゥイギン

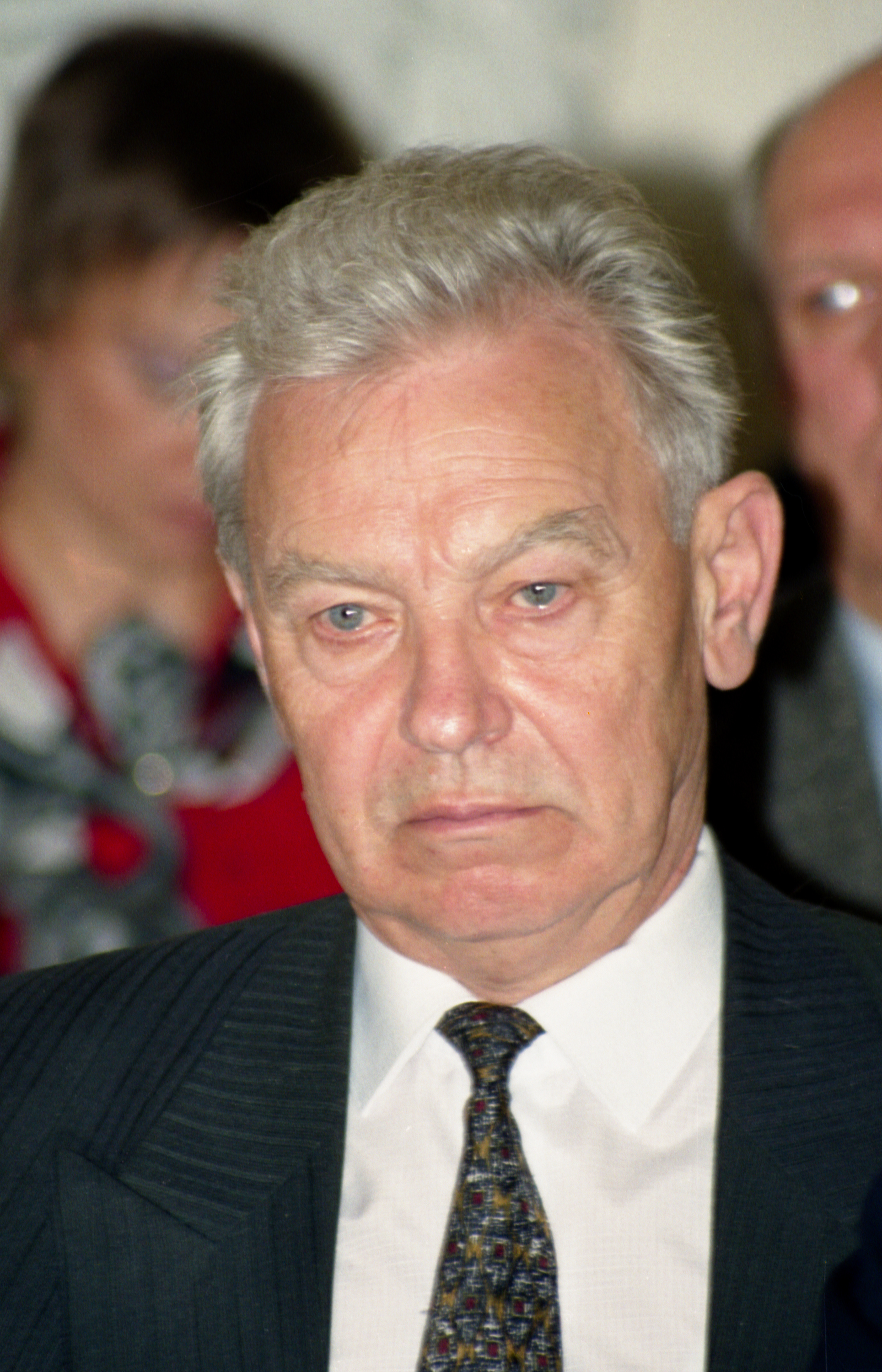
1999

フョードル・ラドゥイギン （Федор Ладыгин；1937年3月10日 - ）は、ソ連、ロシア連邦の軍人。元ロシア連邦軍参謀本部情報総局（GRU）長。退役大将。

## 経歴
1954年、空軍ハリコフ学校を卒業。1959年、ジューコフスキー名称空軍技術アカデミーを卒業。ソ連軍参謀本部軍事アカデミー附属指導要員高等学術課程を修了。1959年から前線部隊に勤務し、その後、戦略ロケット軍の科学技術研究所に勤務。1964～1973年、ソ連国防省中央科学技術研究所職員。1973年、GRUに勤務。1990～1992年、参謀本部条約・法務局長。1992年9月、GRU総局長に任命。
1997年5月、GRU総局長を解任され、年金生活に入る。1998年4月、キューバと取引のある砂糖貿易会社「ミストコ」に就職。1999年、軍事諜報退役軍人連盟副総裁。
1999年11月、ノヴォオスコリスキー選挙区から独立候補として下院議員に立候補したが、落選。
現在、情報・戦略評価連合局「ヴェクトル」総裁。

## パーソナル
ベルゴロド州コロチャンスキー地区出身。妻帯、1男1女、孫1人と孫娘1人を有する。
4個の勲章と11個のメダルを有する。